# Моравцова, Клара
Клара Моравцова (чеш. Klara Moravcová, род. 19 марта 1983 года, Усти-над-Орлици, Чехословакия) — чешская биатлонистка и лыжница, участница Олимпийских игр в Сочи в лыжных гонках.
На юниорском и молодёжном уровне Моравцова выступала в биатлоне, была участницей юниорских чемпионатов мира и Европы, была их неоднократной призёркой, в эстафетах, в личных гонках не поднималась выше 4-го места. Была участницей биатлоного Кубка мира, где в сезоне 2005/06 приняла участие в двух гонках, став 12-й в эстафете и 77-й в спринте. С сезона 2006/07 перешла в лыжные гонки.
В лыжном Кубке мира Моравцова дебютировала 16 февраля 2008 года, с тех пор стартовала в восьми личных гонках в рамках Кубка мира, но выше 48-го места не поднималась и кубковых очков не завоёвывала. Более регулярно и успешно выступает в Славянском кубке, где стала первой в общем итоговом зачёте в сезоне 2008/09.
На Олимпийских играх 2014 года в Сочи, стартовала в четырёх гонках: 10 км классическим стилем — 48-е место, скиатлон — 58-е место, эстафета — 10-е место и масс-старт на 30 км — 45-е место.
За свою карьеру участвовала в одном чемпионате мира, на чемпионате мира 2009 года была 45-й в масс-старте на 30 км.
Использует лыжи производства фирмы Fischer.